# Festival di Sanremo 1986
Il trentaseiesimo Festival di Sanremo si svolse al teatro Ariston di Sanremo dal 13 al 15 febbraio 1986 con la conduzione di Loretta Goggi, affiancata da Anna Pettinelli (già valletta nel 1983), Mauro Micheloni e Sergio Mancinelli (conduttori della contemporanea edizione di Discoring), mentre il giornalista sportivo Sandro Ciotti effettuava i collegamenti dal Casinò. Gli intermezzi comici furono affidati al Trio (Massimo Lopez, Anna Marchesini e Tullio Solenghi).
Loretta Goggi fu la prima donna a ricoprire il ruolo di conduttrice principale della kermesse (ovvero la prima donna a cui la Rai affida in toto la conduzione di un Sanremo); per tornare a un'altra conduzione interamente femminile bisognava risalire a venticinque anni prima, fino al 1961 con Lilli Lembo e Giuliana Calandra (la quale, tuttavia, fu sostituita prima della serata finale, l'unica trasmessa in tv, da Alberto Lionello) ed escludere anche l'edizione del 1978 dove Maria Giovanna Elmi viene indicata dalla sigla come presentatrice con Vittorio Salvetti, Beppe Grillo e Stefania Casini, ma le serate vennero presentate nella quasi totalità da Vittorio Salvetti, organizzatore di quell'edizione. 
La Goggi fu anche l'interprete della sigla iniziale, Io nascerò, scritta da Mango, che figurava in gara durante quell'edizione.
Per la prima volta dal 1983, gli interpreti tornarono a esibirsi dal vivo seppur su base musicale preregistrata, grazie anche all'esibizione di Claudio Baglioni dell’anno precedente, ospite al Festival per ritirare il premio “canzone del secolo”, che convinse tutti cantando dal vivo in un'edizione dominata dal playback.
L'edizione fu vinta da Eros Ramazzotti (già vincitore delle Nuove proposte nel 1984) con il brano Adesso tu, per la sezione Campioni, con cui si affermò definitivamente sulla scena pop musicale a livello internazionale, e da Lena Biolcati con il brano Grande grande amore per la sezione Nuove proposte, composta da Maurizio Fabrizio e Stefano D'Orazio, che vinse anche il Premio della critica: fu la prima volta nella storia della rassegna in cui questo premio andò ad un vincitore effettivo.
Sul fronte del gossip figurarono un battibecco in scena tra Donatella Rettore e Marcella Bella e uno "scandalo" legato all'abbigliamento di Loredana Bertè, in gara con la canzone Re, che si presentò sul palco con una pancia finta in modo da simulare una gravidanza inoltrata.

## Partecipanti

### Sezione Campioni

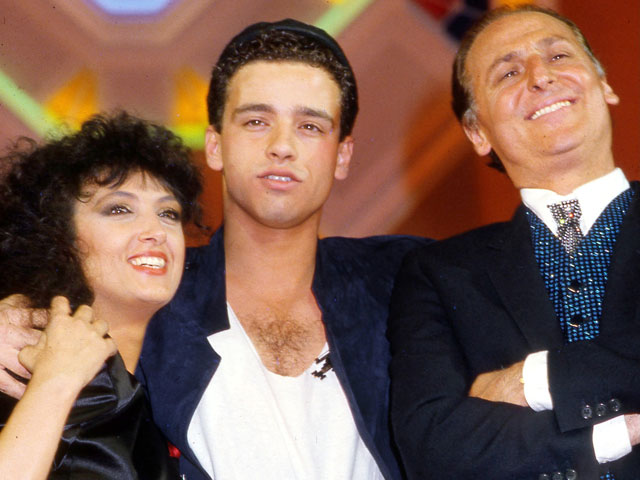
I cantanti del podio: Marcella Bella (3º posto), Eros Ramazzotti (1º posto) e Renzo Arbore (2º posto).

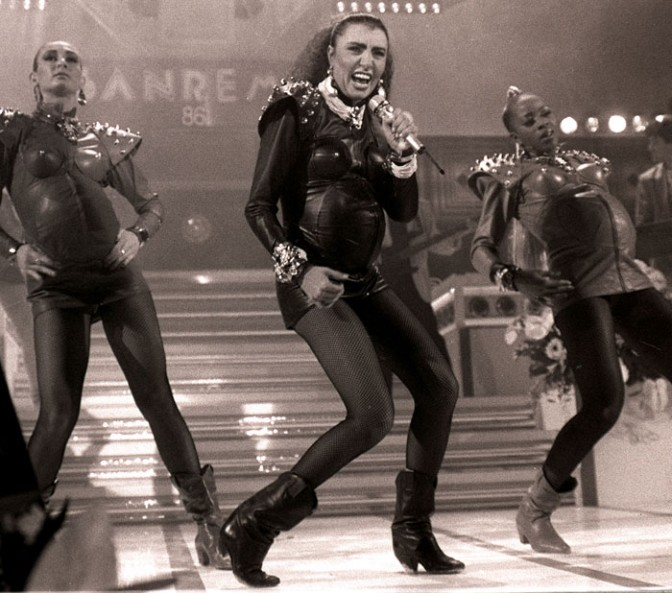
L'esibizione di Loredana Bertè.

| Interprete          | Ultime partecipazioni al Festival       |
| ------------------- | --------------------------------------- |
| Anna Oxa            | 1985                                    |
| Enrico Ruggeri      | 1984                                    |
| Eros Ramazzotti     | 1985                                    |
| Fiordaliso          | 1985                                    |
| Flavia Fortunato    | 1984 (tra le Nuove proposte)            |
| Fred Bongusto       | 1967                                    |
| Loredana Bertè      | Esordiente                              |
| Luca Barbarossa     | 1981                                    |
| Mango               | 1985 (tra le Nuove proposte)            |
| Marcella            | 1981                                    |
| Marco Armani        | 1985                                    |
| Nino D'Angelo       | Esordiente                              |
| Orietta Berti       | 1982                                    |
| Renzo Arbore        | Esordiente                              |
| Rettore             | 1977 (con il nome di Donatella Rettore) |
| Righeira            | Esordienti                              |
| Rossana Casale      | Esordiente                              |
| Scialpi             | Esordiente                              |
| Sergio Endrigo      | 1976                                    |
| Stadio              | 1984                                    |
| Toto Cutugno        | 1984                                    |
| Zucchero Fornaciari | 1985                                    |

### Sezione Nuove Proposte

La vincitrice della categoria Nuove Proposte, Lena Biolcati.

| Interprete           | Ultime partecipazioni al Festival |
| -------------------- | --------------------------------- |
| Aida Satta Flores    | Esordiente                        |
| Aleandro Baldi       | Esordiente                        |
| Anna Bussotti        | Esordiente                        |
| Chiari e Forti       | Esordienti                        |
| Francesco Hertz      | Esordiente                        |
| Gatto Panceri        | Esordiente                        |
| Giampiero Artegiani  | 1984                              |
| Ivano Calcagno       | 1984                              |
| Lanfranco Carnacina  | 1985                              |
| Lena Biolcati        | 1985                              |
| Meccano              | Esordienti                        |
| Miani                | 1985                              |
| Nova Schola Cantorum | 1978                              |
| Paola Turci          | Esordiente                        |

## Classifica, canzoni e cantanti

### Sezione Campioni
Classifica finale dei Big stilata con i voti abbinati al concorso Totip.
| Posizione | Interprete          | Canzone                                                 | Autori                                                   | Voti ricevuti |
| --------- | ------------------- | ------------------------------------------------------- | -------------------------------------------------------- | ------------- |
| 1º        | Eros Ramazzotti     | Adesso tu                                               | E. Ramazzotti, P. Cassano e A. Cogliati                  | 2.667.284     |
| 2º        | Renzo Arbore        | Il clarinetto                                           | C. Mattone e R. Arbore                                   | 2.185.692     |
| 3º        | Marcella            | Senza un briciolo di testa                              | G. Bella, Mogol e G. Westley                             | 2.170.986     |
| 4º        | Toto Cutugno        | Azzurra malinconia                                      | S. Cutugno                                               | 1.700.648     |
| 5º        | Anna Oxa            | È tutto un attimo                                       | A. Cogliati, F. Ciani, M. Lavezzi e U. Smaila            | 1.675.098     |
| 6º        | Orietta Berti       | Futuro                                                  | U. Balsamo e L. Raggi                                    | 1.381.726     |
| 7º        | Nino D'Angelo       | Vai                                                     | N. D'Angelo e A. Annona                                  | 1.322.677     |
| 8º        | Fred Bongusto       | Cantare                                                 | S. Iodice, F. Bongusto e M. Di Francia                   | 863.202       |
| 9º        | Loredana Bertè      | Re                                                      | A. Mango e G. Mango                                      | 742.124       |
| 10º       | Fiordaliso          | Fatti miei                                              | Z. Fornaciari, E. Malepasso e L. Albertelli              | 629.856       |
| 11º       | Marco Armani        | Uno sull'altro                                          | P. Armenise e M. Armenise                                | 622.928       |
| 12º       | Sergio Endrigo      | Canzone italiana                                        | C. Mattone e S. Endrigo                                  | 503.334       |
| 13º       | Rettore             | Amore stella                                            | G. Morra e M. Fabrizio                                   | 437.182       |
| 14º       | Mango               | Lei verrà                                               | G. Mango e A. Salerno                                    | 407.348       |
| 15º       | Righeira            | Innamoratissimo (Tu che fai battere forte il mio cuore) | S. Rota, S. Righi, La Bionda, S. Conforti e C. Minellono | 407.342       |
| 16º       | Scialpi             | No East, No West                                        | G. Scialpi, Thoty e F. Migliacci                         | 361.682       |
| 17º       | Enrico Ruggeri      | Rien ne va plus                                         | E. Ruggeri                                               | 340.694       |
| 18º       | Luca Barbarossa     | Via Margutta                                            | L. Barbarossa                                            | 331.116       |
| 19º       | Flavia Fortunato    | Verso il 2000                                           | A. De Sanctis, A. Cheli e E. Palumbo                     | 289.804       |
| 20º       | Rossana Casale      | Brividi                                                 | G. Morra e M. Fabrizio                                   | 226.652       |
| 21º       | Zucchero Fornaciari | Canzone triste                                          | Z. Fornaciari                                            | 188.868       |
| 22º       | Stadio              | Canzoni alla radio                                      | L. Carboni, G. Curreri e R. Portera                      | 82.378        |

### Sezione Nuove proposte
Classifica finale delle Nuove proposte è stilata dai voti delle Giurie Demoscopiche della Demoskopea.
| Posizione | Interprete           | Canzone                             | Autori                                     | Voti ricevuti |
| --------- | -------------------- | ----------------------------------- | ------------------------------------------ | ------------- |
| 1º        | Lena Biolcati        | Grande grande amore                 | S. D'Orazio e M. Fabrizio                  | 720           |
| 2º        | Aleandro Baldi       | La nave va                          | A. Civai                                   | 708           |
| 3º        | Giampiero Artegiani  | ...E le rondini sfioravano il grano | G. Artegiani e M. Marrocchi                | 620           |
| 4º        | Lanfranco Carnacina  | E camminiamo                        | P. Calabrese, F. Ventura e L. Carnacina    | 604           |
| 5º        | Meccano              | Ipnotica                            | E. Aldrighetti e W. Bassani                | 583           |
| 6º        | Francesco Hertz      | Ma non finisce mica qui             | G. Morra e M. Fabrizio                     | 568           |
| 7º        | Chiari e Forti       | Come una guerra                     | Cheope e O. Angelillo                      | 539           |
| NF        | Nova Schola Cantorum | Azzurra anima                       | L. Macchiarella e A. Cheli                 |               |
| NF        | Aida Satta Flores    | Croce del sud                       | E. Aldrighetti, A. Satta Flores e S. Cossu |               |
| NF        | Paola Turci          | L'uomo di ieri                      | M. Castelnuovo e G. Chiocchio              |               |
| NF        | Anna Bussotti        | Nessun dolore                       | A. Salerno e P. Mango                      |               |
| NF        | Ivano Calcagno       | Quando l'unica sei tu               | A. Cogliati e M. Ferrara                   |               |
| NF        | Miani                | Ribelle su questa terra             | G. Miani e P. Montanari                    |               |
| NF        | Gatto Panceri        | Scherzi della vita                  | L. Panceri e P. Cassano                    |               |

## Regolamento
- Prima serata: 22 Big
- Seconda serata: 14 Nuove proposte (7 in finale) e 22 Big (propongono un estratto di un minuto del loro brano)
- Serata finale: 22 Big e 7 Nuove proposte (gare separate)

## Altri premi
- Premio della Critica sezione Campioni: Enrico Ruggeri con Rien ne va plus
- Premio della Critica sezione Nuove proposte: Lena Biolcati con Grande grande amore

## Orchestra
Non era presente. Gli artisti gareggianti si esibivano dal vivo su basi musicali pre-registrate, tranne nella seconda serata dove i cantanti della sezione Campioni presentarono completamente in playback un estratto della canzone (stessa cosa vale per gli ospiti stranieri).

## Sigle
- Io nascerò (A.Salerno-Mango), cantata da Loretta Goggi (sigla iniziale)
- Russians - cantata da Sting (sigla finale, solo nelle prime due serate)
- Absolute Beginners - cantata da David Bowie (sigla finale, nella serata finale)

## Ospiti cantanti
Questi gli ospiti che si sono esibiti nel corso delle tre serate di questa edizione del Festival di Sanremo:
- Russians - Sting
- Fight for Ourselves - Spandau Ballet
- Baci al cioccolato - Menudo
- Broken Wings - Mr. Mister
- The Captain of Her Heart - Double
- Appetite - Prefab Sprout
- Suspicious Minds - Fine Young Cannibals
- Life's What You Make It - Talk Talk
- Stripped - Depeche Mode
- The Taste of Your Tears - King
- Vienna Calling - Falco
- Absolute Beginners - David Bowie
- Par amor (Raffaele Sonati) - Viki Carr
- Eldorado - Drum Theatre
- Café Chantant - Cristiano Malgioglio

Alcuni ospiti, come i Double, cantarono lo stesso brano in due serate diverse.

## Piazzamenti in classifica dei singoli
| Artista         | Singolo                                                 | Pos.Max. | Pos.Ann. |
| --------------- | ------------------------------------------------------- | -------- | -------- |
| Eros Ramazzotti | Adesso tu                                               | 1        | 11       |
| Marcella        | Senza un briciolo di testa                              | 3        | 45       |
| Mango           | Lei verrà                                               | 4        | 25       |
| Loretta Goggi   | Io nascerò                                              | 4        | 58       |
| Anna Oxa        | È tutto un attimo                                       | 5        | 56       |
| Righeira        | Innamoratissimo (Tu che fai battere forte il mio cuore) | 6        | 69       |
| Nino D'Angelo   | Vai                                                     | 6        | 83       |
| Toto Cutugno    | Azzurra malinconia                                      | 9        | 93       |
| Scialpi         | No east, no west                                        | 16       | -        |

## Compilation
- Sanremo 86 (CBS)
- Sanremo 86 (Ricordi)
- Speciale Sanremo 1986 (Rca)

## Curiosità
- Il 17 e 18 marzo Italia 1 ripropose le canzoni, stavolta cambiando sia il titolo del programma (Festival di primavera), sia i presentatori, affiancando a Gabriella Golia i Ricchi e Poveri, con la partecipazione di Gigi Sabani.

## Esclusi
Come ogni anno non esiste un elenco ufficiale dei cantanti esclusi. Dalle notizie riportate dalla stampa, risulta che le canzoni pervenute sarebbero state 186 di cui 67 per i Campioni e 119 per le Nuove Proposte. Tra i big esclusi di questa edizione vi sono Drupi, Peppino Di Capri, Rita Pavone, Dori Ghezzi, Tiziana Rivale, Marisa Sannia, Fausto Leali, Sandro Giacobbe, Carmen Villani, i Dik Dik, Elisabetta Viviani, Rocky Roberts, Alberto Fortis, Claudio Lippi, Don Backy, i Nomadi, Eduardo De Crescenzo, Andrea Mingardi, Morena dei Milk and Coffee, Dora dei Novecento, Mal e Raoul Casadei.